# Aackia
Aackia là một chi bọ đuôi bật thuộc họ Isotomidae. Chi này chỉ chứa một loài duy nhất, Aackia karakoramensis. Cả chi và loài này được mô tả năm 1966.